# 中華人民共和国の身分証制度

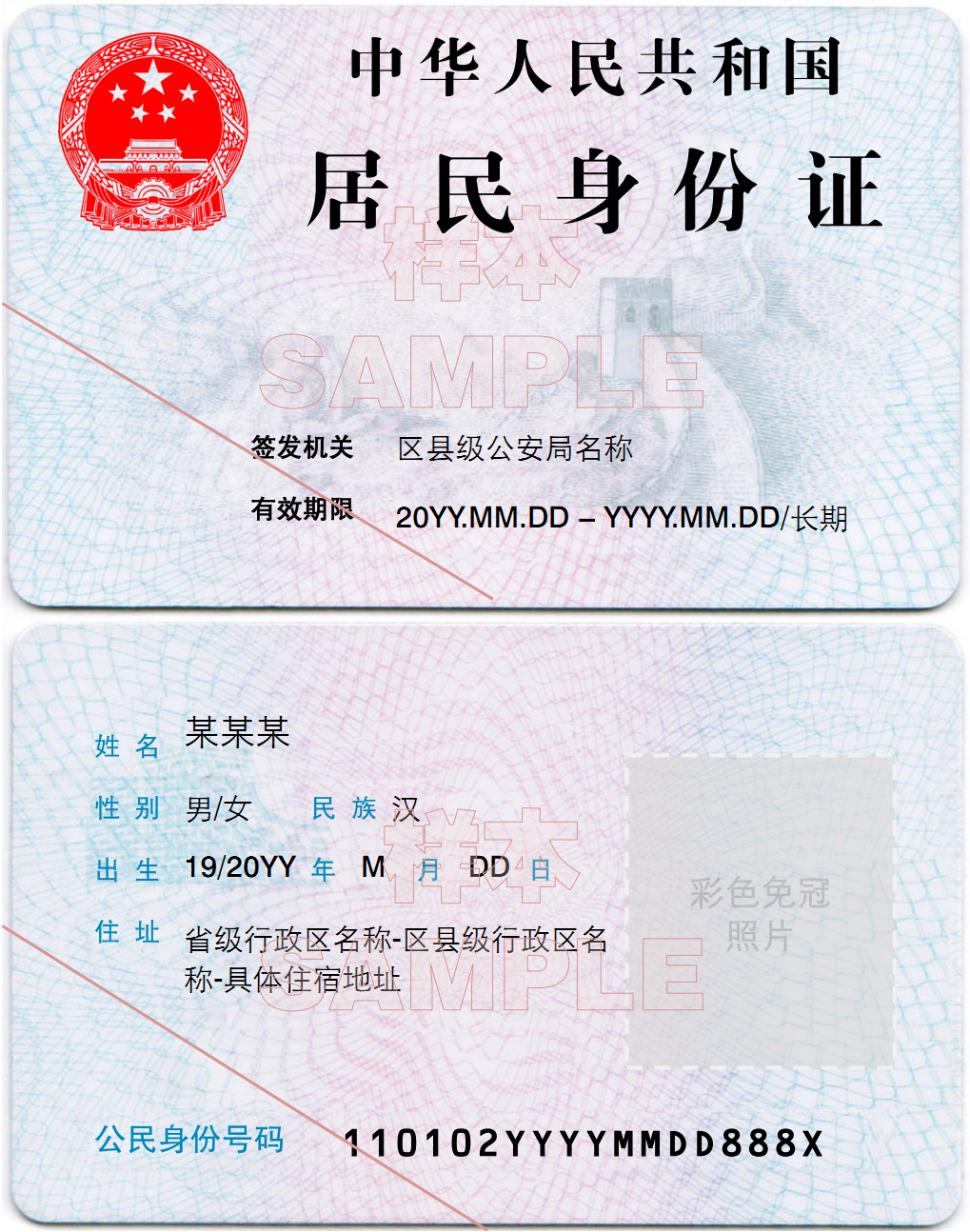
中華人民共和国居民身分証

中華人民共和国の身分証制度（ちゅうかじんみんきょうわこくのみぶんしょうせいど）では、中華人民共和国における身分証明書の制度について解説する。

## 身分証制度の導入まで
中華人民共和国においては、戸口登記条例第4条第4項に、「戸口登記簿および戸口簿に登記された事項は、公民の身分を証明する効力を有する」と規定されているように、従来、中国国民の身分を証明する手段としては、戸口簿が第一義的に使われてきた。また中国国民の国内出張の際には、空港やホテルで単位工作証と紹介状（公務出張許可証）を提示し自己の身分を明らかにしていた。しかし、1978年から改革開放政策が開始され、より物と人の移動が活発になり、各分野の交流が拡大し身分証明が要求される対象・頻度も拡大した。しかしながら戸口簿は世帯単位で編成され、しかも一部ずつしか配布されないため携帯に不便であった。個人単位の証明証としては「工作証」や「学生証」があったが、統一化・法制化されておらず、失業者等所属機関からの身分証明を受けられない人々も存在した。そこで法的効力をもつ個人単位の身分証明証を国が統一して発給し、公民の正当かつ合法な活動を守ることが強く求められるようになった。

## 身分証制度の概説
1995年に「居民身分証条例」が、翌1996年に「居民身分証条例実施細則」が定められ、国内に居住する満16歳以上の中国公民を公布対象として、「居民身分証」が配布されるようになった。記載項目として氏名・性別・民族・生年月日・住所ならびに15桁の「居民身分証番号」があり、発行日・有効期限・番号・顔写真とともに担当部局である公安機関、すなわち本人の居住地の戸口登記機関の印章を捺しカード型にラミネート加工された後、一人に1枚が交付された。居民身分証番号編成工作の組織・実施主体は公安部であり、番号の編成にあたっては公民の常住戸口所在地を基準として編成される。
実施細則は1999年10月に2度目の改正が行われており、「居民身分証」の番号は公民身分番号を使用することとなった。「戸口登記機関は公民の出生登記を行うとき、公民に公民身分番号を編成する」と定めた。これにより中国の身分証制度は、労働社会保障管理情報システムにも連動することになった。「居民身分証番号」から「公民身分番号」へ変更されたことに伴い、桁数が15桁から18桁に変更された。これはいわゆるコンピューターの「2000年問題」に対応するために、出生年を末尾の2桁のみで表示していたのを4桁で表示するようになったこと、記入ミスや読取ミスの防止のためのチェックディジットを加えたことによる。公民身分番号は公民が生まれた日に直ちに決定され、全ての中国公民は終生不変の個人番号を有する。満16歳以上となり初めて、具体的な有形の居民身分証という形で交付される。2003年には、居民身分証条例が改正され、「居民身分証法」が成立し、非接触式のICカード技術を用いた新しい「第二世代身分証」（第二代身分証）が公布されるようなった。2011年の居民身分証法の改正で指紋情報の登録もされるようになった。